# Benjamin Finkel
Benjamin Finkel (Condado de Fairfield (Ohio), 1865 — 1947) foi um matemático estadunidense.
É lembrado atualmente como fundador do periódico científico American Mathematical Monthly. Nascido no Condado de Fairfield (Ohio) e educado em pequenas escolas locais, Finkel graduou-se e obteve o mestrado na Ohio Northern University (1888 e 1891, respectivamente). Em 1895 tornou-se professor de matemática da Drury University, onde permaneceu até falecer em 1947.